# Чорнобиль: наслідки катастрофи для людей та довкілля
"Чорнобиль: наслідки катастрофи для людей і навколишнього середовища " — переклад російськомовнної публікації 2007 року Олексія Яблокова, Василя Нестеренка та Олексія Нестеренка за редакцією Джанет Д. Шерман-Невінгер, яка спочатку була опублікована Нью-Йоркськый академіъ наук у 2009 році в серії «Аннали Нью-Йоркської академії наук».
Книга не була рецензована Нью-Йоркською академією наук. В академічній пресі було опубліковано п'ять рецензій, причому чотири з них вважали книгу серйозно недосконалою та суперечливою, а одна похвалила її, відзначивши деякі недоліки.
У книзі представлено аналіз наукової літератури та зроблено висновок, що медичні записи з 1986 року, року Чорнобильської катастрофи, до 2004 року відображають 985 000 передчасних смертей внаслідок викиду радіоактивності. Аналіз літератури спирається на понад 1000 опублікованих найменувань і понад 5000 інтернет- і друкованих публікацій, переважно слов'янськими мовами (тобто не перекладених англійською), в яких обговорюються наслідки Чорнобильської катастрофи. Однак рецензенти відзначили, що наведені джерела важко перевірити через використання нестандартних скорочень і неадекватних пояснень, ігнорування шановних слов'яномовних рецензованих робіт на цю тему та використання нерецензованих джерел, таких як засоби масової інформації та інтернет-видання.
Перший автор, біолог Олексій Яблоков, був членом Російської академії наук. Редактор-консультантка Джанет Шерман, докторка медичних наук, досліджувала вплив ядерного випромінювання на здоров'я та такі захворювання, як рак і вроджені дефекти.

## Автори
Перший автор, покійний біолог Олексій Яблоков, був членом Російської академії наук, був заступником голови комісії з екології Верховної Ради СРСР (1989—1991), радником з питань екології та охорони здоров'я при Президент Російської Федерації (1991—1993) і голова Державної комісії з питань захоронення радіоактивних відходів в морях, що оточують Російську Федерацію (1992—1993). Він також є співзасновником російського Грінпісу. З 1977 по 1987 рік покійний професор Василь Нестеренко був директором Інституту ядерної енергетики Національної академії наук Білорусі. Автором передмови до книги є Дмитро М. Гродзинський, голова Національної комісії України з питань радіаційного захисту та завідувач відділу загальної біології НАН України. Редактор-консультант Джанетт Шерман, доктор медичних наук, має досвід медицини та токсикології з особливою увагою до впливу ядерної радіації на здоров'я та таких хвороб, як рак і вроджені дефекти.

## Теми
У книзі представлено аналіз наукової літератури та зроблено висновок, що медичні записи з 1986 року, року Чорнобильської катастрофи, до 2004 року відображають 985 000 передчасних смертей внаслідок викиду радіоактивності. Автори припускають, що більшість смертей були в Україні, Білорусі та Росії, хоча інші трапилися по всьому світу в багатьох країнах, які постраждали від радіоактивних опадів внаслідок Чорнобиля. Аналіз літератури спирається на понад 1000 опублікованих назв і понад 5000 інтернет- і друкованих видань, переважно слов'янськими мовами (тобто не перекладених англійською), в яких обговорюються наслідки Чорнобильської катастрофи. Автори стверджують, що ці публікації та документи були написані провідними органами влади Східної Європи і в основному були применшені або проігноровані МАГАТЕ та UNSCEAR. Заява була зроблена, незважаючи на те, що 13 авторів Чорнобильського форуму були з України, Росії чи Білорусі.

## Відгуки
Книга не була рецензована Нью-Йоркською академією наук. П'ять рецензій було опубліковано в академічній пресі, причому чотири з них вважали книгу серйозними недоліками та суперечливістю, а одна похвалила її, відзначивши деякі недоліки.

### Позитивні
Експертні рецензії на книгу були зроблені на замовлення оксфордського журналу Radiation Protection Dosimetry. Перший, написаний д-ром Іаном Ферлі, загалом підтримує висновки книги. Доктор Ферлі, радіаційний біолог, був науковим секретарем Урядового комітету Великої Британії з вивчення радіаційних ризиків від внутрішніх випромінювачів і одним із двох авторів звіту TORCH, створеного на замовлення Європейської партії зелених. Він вітає книгу як
… бажане доповнення до літератури англійською мовою. Нью-Йоркську академію наук слід привітати з публікацією цього тому. […] На думку рецензента, з цього тому стає зрозуміло, що міжнародні ядерні агенції та деякі національні органи влади продовжують заперечувати масштаби катастроф у своїх країнах через аварію на Чорнобильській АЕС. Про це свідчить їхнє небажання визнавати дані про забруднення та наслідки для здоров'я, приписування спостережуваного зростання захворюваності/смертності нерадіаційними причинами та їхня відмова виділяти ресурси на реабілітацію та ліквідацію наслідків катастроф.
Фейрлі відзначає два недоліки книги: вона недостатньо досліджує значне зменшення середньої тривалості життя чоловіків у Білорусі, Росії та Україні, як на забруднених, так і на незабруднених територіях; і що він не докладає достатньо зусиль для реконструкції оцінених доз забруднення та обговорення їх наслідків для Східної та Західної Європи (хоча Фейрлі погоджується з авторами, що дослідження не слід відхиляти через те, що вони не містять оцінки доз — критерій, який зазвичай застосовують західні ядерні таких агентств, як МАГАТЕ).

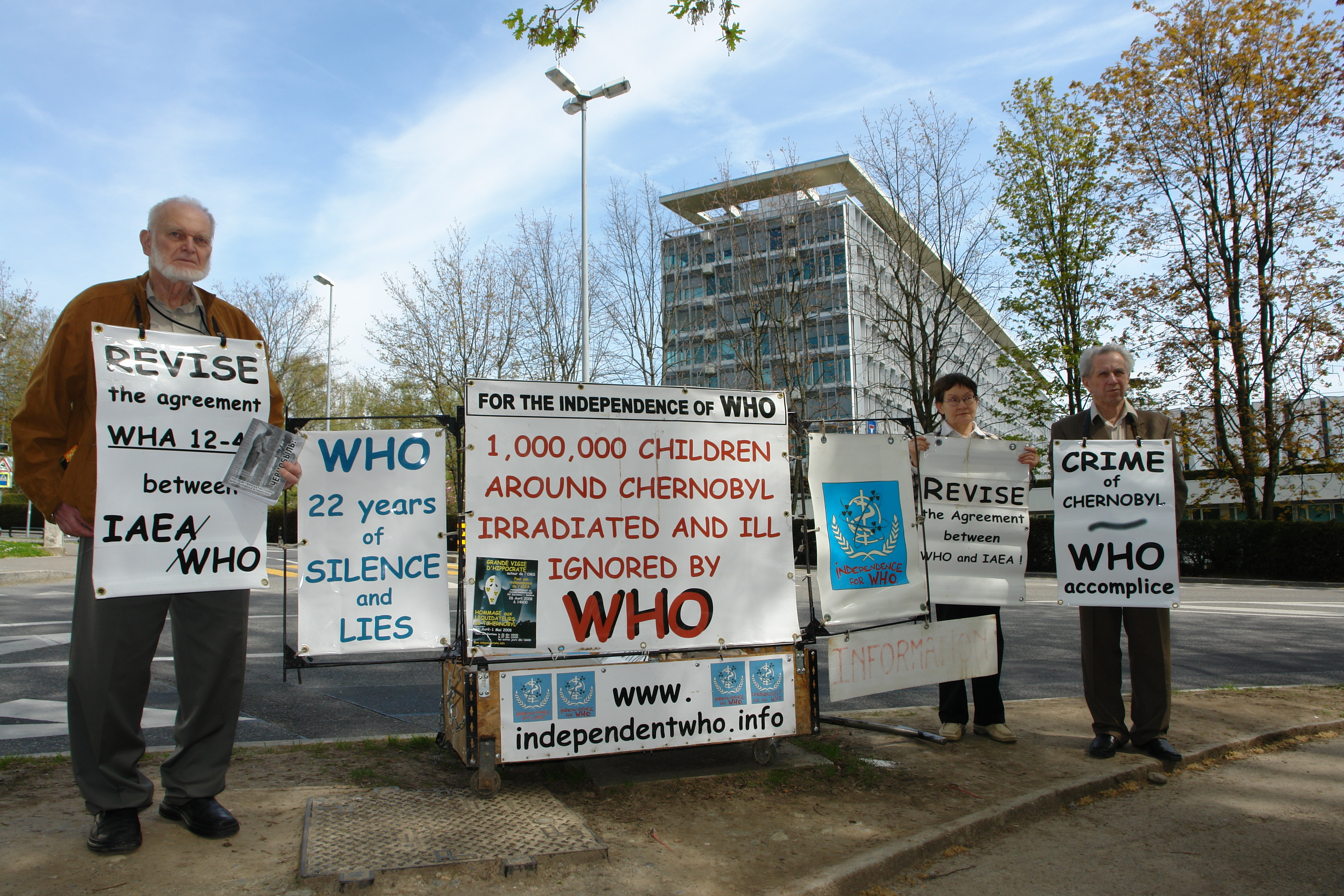
Яблоков (ліворуч) і Василь Нестеренко (крайній праворуч) протестують перед штаб-квартирою Всесвітньої організації охорони здоров'я (ВООЗ) у Женеві, Швейцарія, 2008 рік.

Ферлі погоджується з Yablakov et al. по трьох пунктах:
- Виключення даних МАГАТЕ, коли розрахункова доза є нижчою за певний порог (відповідно до рекомендацій МКРЗ), суперечить нормальній практиці, навіть власній практиці МКРЗ, і суперечить лінійній безпороговій моделі (ЛБМ). Рекомендація МКРЗ щодо цього не узгоджується з ЛБМ та її власною практикою.
- МАГАТЕ/ ВООЗ часто намагалися виправдати своє відхилення східноєвропейських епідеміологічних досліджень, посилаючись на сумнівну наукову практику: але епідеміологія не є точною наукою, і ті самі недоліки існують у західних дослідженнях, які не критикуються МАГАТЕ. МАГАТЕ також вказує на недоліки дочорнобильських радянських реєстрів раку, але в реєстрах раку в західних країнах на той час були подібні проблеми.
- У обсерваційних епідеміологічних дослідженнях, де вже відомі певні дані та очікуються певні ефекти, статистичні перевірки значущості результатів зазвичай не потрібні. Проте МАГАТЕ оскаржило такі документи, які не включають статистичні тести та довірчі інтервали, і поставило під сумнів, чи спостережувані ефекти є випадковістю. Східні вчені стикаються з ситуацією 22, коли вони або пропускають статистичні тести та їх звільняють, або застосовують тести, що змушує західних учених зробити висновок про відсутність реального ефекту.

### Негативні
Другий огляд (у тому ж томі «Дозиметрія радіаційного захисту»), зроблений д-ром Монті Чарльзом, є значною мірою критичним, зазначаючи кілька проблем:
- Автори прямо не враховують соціально-економічні чи скринінгові фактори, розглядаючи збільшення випадків захворювань, але ця методологія, здається, не враховує відмінності між територіями до аварії.
- Їхнє обговорення отруєння «гарячими частинками» є поверхневим і незрозумілим щодо цифр дозування.
- Глава про вплив на здоров'я, що складає 60 % книги, містить неадекватне пояснення або критичну оцінку багатьох наведених фактів і цифр, а в багатьох випадках пов'язані таблиці, цифри та твердження, здається, суперечать одне одному.
- Анотація розділу передбачала кількість жертв через рак, однак у розділі не було жодного обговорення, яке б підтверджувало ці цифри.

Хоча Чарльз погоджується з важливістю зробити східні дослідження більш доступними на заході, він заявляє, що він не може сказати, які з публікацій, згаданих у книзі, витримають критичну рецензію в західній науковій літературі, і що перевірка цих джерел вимагала б значних зусиль. Чарльз вважає, що книга представляє один кінець спектру поглядів, і вважає, що роботи з усього спектру повинні бути критично оцінені, щоб виробити обґрунтовану думку.

Третя рецензія Мони Драйсер була опублікована в журналі Environmental Health Perspectives. Вона дуже критично оцінила методологію книги:
… відмовляючись від загальноприйнятого наукового методу встановлення зв'язку між причиною та наслідком (беручи до уваги невизначеність оцінки дози та вимірювання впливу), автори залишають нам лише твердження, що дані в цьому томі «документують істину масштаби наслідків Чорнобильської катастрофи».
Нью-Йоркська академія наук опублікувала четверту рецензію М. І. Балонова з Інституту радіаційної гігієни, Санкт-Петербург, Росія. Рецензент засудив книгу за те, що вона повністю відмовилася від дозиметрії та реконструкції дози радіації, покладаючись натомість на неякісні, спрощені методології, такі як еколого-географічні методи та відстеження показників здоров'я в часі, які, як відомо, дають помилкові висновки. Він також зазначив незрозумілий відбір публікацій для аналізу, серед яких були повідомлення ЗМІ, сайти громадських організацій і навіть невстановлені особи. Водночас багато шанованих, рецензованих робіт російськомовних авторів були проігноровані. Рецензія Балонова робить висновок, що цінність звіту є негативною, оскільки вона має дуже мало наукової цінності, водночас дуже вводячи в оману читача-професіонала. Він також охарактеризував оцінку майже мільйона смертей як скоріше сферу наукової фантастики, ніж науки.
П'ятий огляд Сергія В. Яргіна був опублікований у журналі «Радіація та біофізика навколишнього середовища», в якому описано, що наслідки переоцінюють вплив на здоров'я та містять «погано обґрунтовану інформацію». Один із коментарів Джаргіна був такий: «Проф. Для обґрунтування своєї думки Яблоков посилається на ЗМІ, комерційні видання, сайти незрозумілої приналежності та інші непрофесійні видання. Водночас міжнародна література про медичні наслідки аварії на ЧАЕС мало цитується і майже не обговорюється.»
Яргін також стверджує, що Яблоков невдало перекладав назви журналів та інших джерел інформації з російської на англійську, а також використовував нестандартні абревіатури для російських журналів, що перешкоджатиме будь-яким спробам людини, яка намагається знайти та прочитати джерела, які використовував Яблоков.
У цьому ж номері опубліковано відповідь Яблокова та А. Нестеренка на думку Яргіна.